# Нон Илиопољски
Преподобни Нон Илиопољски је хришћански светитељ из 4. или 5. века, египатски монах који је постао епископ у Сирији и и био заслужан за обраћење свете Пелагије блудница у хришћанство, током једног од Антиохијских сабора.
Православна црква прославља светог Нона 10. новембра.
Житије свете Пелагије која се приписује Јакову, ђакону цркве у Хелиопољу (савремени Баалбек), каже да је Нон био „савршен монах“ из Тавене или „Тавенезума“. „ у Египту који је „због свог врлинског живота“ се прочуо као велики подвижник у Тавенском манастиру у Мисиру, због чега је изабран за епископа 448. године на епархију Едеску. Касније је прешао и епархију Илиопољску. постао епископ Хелиопоља, преобративши „све своје становника“ и покрстивши 30 000 Арапа. 
Док се Нон обраћао црквеном сабору у Антиохији, прошла је најпознатија градска куртизана Маргарита („Бисер“). Посматрајући њену лепоту, Нон је укорио чланове скупштине што мање брину о својим душама него о телу. Она се појавила на његовој следећој недељној проповеди и Нонова проповед о паклу ју је подстакла да се покаје. Написала му је писмо и било јој је дозвољено да га види са другим сведоцима; уверен у њену искреност, узео је њену исповест и крстио је именом Пелагија. Пошто ју је ђаво прогањао неколико дана, она је имање од свог ранијег запослења поклонила цркви и живела са ђаконисом Романом пре него што је отишла у Јерусалим где се прерушила у мушког пустињака под именом Пелагије. 
По смрти епископа Ива Едеског свети Нон се поново вратио у Едесу, где остао до смрти, наиме до 471. године. 